# Stammliste der Habsburger

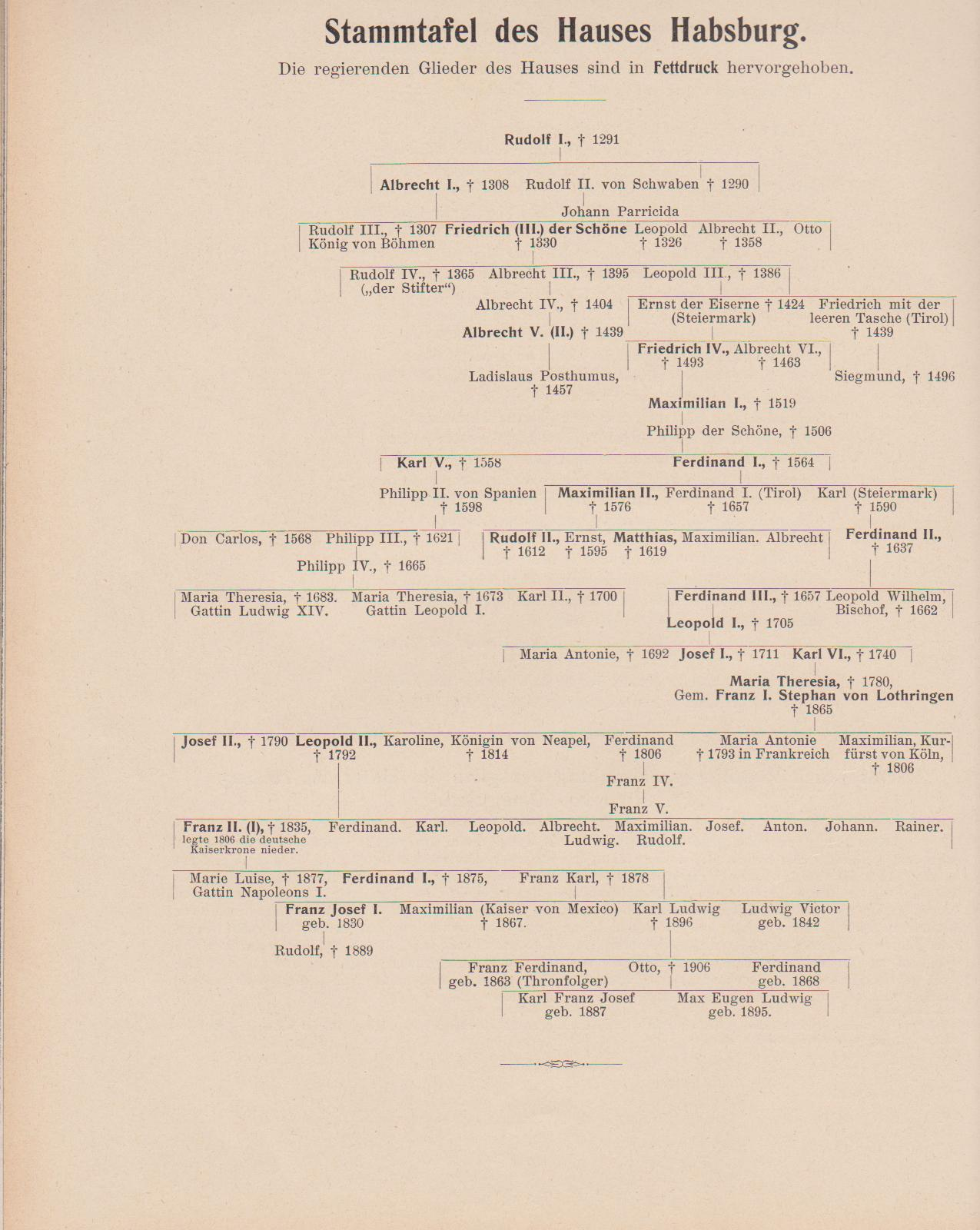
Stammtafel des Hauses Habsburg, Wien 1908

Die Stammliste der Habsburger umfasst das Haus Habsburg bzw. das Haus Österreich (lateinisch Domus Austriae, mittellateinisch Casa de Austria, spanisch Casa de Austria, französisch Maison d’Autriche) von seinen Anfängen bis zum 18. Jahrhundert. Nachkommen aus der Ehe von Maria Theresia von Österreich mit Franz Stephan von Lothringen (Haus Habsburg-Lothringen) werden in der Stammliste des Hauses Habsburg-Lothringen aufgeführt.

## Legende
- Die Aufzählung spiegelt die hausinterne Nummerierung und Benennung wider.
- Abgeleitete Linien und Häuser sowie beerbte Dynastien sind fett gesetzt, ehelich verbundene beim Gemahl/der Gemahlin kursiv.
- ‚Ausgestorben‘ bezieht sich, wie in der Genealogie üblich, nur auf den männlichen Stamm.
- Lebensdaten sind nur für die Habsburger und ihre Ehegatten/-innen gegeben
- o.A. … ohne regentschaftliches Amt, die Ehrentitel der Thronprätendenten (Erzherzog von Österreich für alle, auch weibl. Nachkommen etwa seit dem 15. Jh., Fürst von Asturien in Spanien) werden nicht erwähnt

## Mögliche Abstammung der Habsburger
Möglich erscheint die Abstammung der Habsburger von den Grafen im Nordgau aus dem elsässischen Herzogsgeschlecht der Etichonen:
Eberhard III., 888 Graf im Nordgau, 891 Graf im oberen Aargau, 889 Vorsteher in Zürich, 896 Vorsteher von Münster in Gregoriental ⚭ Adelinda
2. Hugo III., 910 Graf im Nordgau, † 940 als Mönch; ⚭ Hildegard
3. Guntram der Reiche († 973), Graf im Breisgau und Herzog zu Muri
Lanzelin oder Landolt († 991)
Die personelle Zuordnung von Lanzelin zu Landolt ist aber recht unklar und datiert in den 1160 erstellten Stammbäumen der Acta Murensia. Sie wird heute als unbelegt angesehen:
Ausführlich dazu siehe Habsburger: Frühe Habsburger und Habsburg: Stammburg der Habsburger.
In der frühen historischen Forschung werden als Vorgänger oder Ahnen genannt die Grafen Othpert und Rambert. Diese werden erwähnt in einer Urkunde des Grafen Liutfried. Othpert gilt als Begründer des Klosters St. Trudpert im Schwarzwald.
Die folgende Darstellung der Vorfahren lässt phantastischere, vom 13. bis zum 17. Jahrhundert erstellte Genealogien, die die Habsburger auf die römischen Colonna oder über die Merowinger auf den Trojanerkönig Priamos zurückführten, außer Acht.

## Grafen von Habsburg: Von Landolt bis König Rudolf I.
1. Landolt († 991), vielleicht Lanzelin ⚭ Luitgard von Thurgau/von Nellenburg (* 960)
  1. Werner, I. als Bischof von Straßburg (* 975/980–1028), 1002–1028
  2. Radbot von der Habsburg (um 985–?1045), Graf im Klettgau ⚭ Ita, Tochter des Herzogs Adalbert II. von Ober-Lothringen, aus dem Geschlecht der Matfriede
    1. Otto (1015–1055), Graf im Sundgau
    2. Adalbert oder Albrecht I. (1016–1055), ?Graf auf der Habsburg
    3. Werner (II.), I. als Graf auf der Habsburg (1025–1096) ⚭ Regulinda aus dem Geschlecht der Grafen von Baden
      1. Albrecht II. († 1140), Landvogt zu Muri
      2. Otto II. († 1111), Graf von Habsburg ⚭ Hilda aus dem Geschlecht der Grafen von Pfirt (Haus Scarponnois)
        1. Rudolf (?)
        2. Werner (III.), II. als Graf von Habsburg († 1167) ⚭ Ita aus dem Geschlecht der Herren von Starkenberg
          1. Albrecht III. der Reiche († 1199), Graf von Habsburg ⚭ Ita aus dem Geschlecht der Grafen von Pfullendorf
            1. Rudolf II. der Gütige († 1232), Graf von Habsburg ⚭ Agnes von Staufen (um 1165/1170– vor 1232)
              1. Werner (IV., kinderlos verstorben)
              2. Albrecht IV. der Weise (um 1188–1239), Graf von Habsburg ⚭ Heilwig (um 1192–1260) aus dem Haus Kyburg
                1. Rudolf IV. (1218–1291), I. als König und Herzog, Stammherr der → Herzöge von Österreich
                2. Albrecht V. († 1256), Domherr in Basel und Straßburg
                3. Kunigunde ⚭ I) Heinrich von Küssenberg, ⚭ um 1240[2] II) Otto II. von Ochsenstein

              3. Rudolf III. der Schweigsame († 1249), Begründer der → Laufenburger Linie (ausgestorben 1408)
              4. Gertrude (unbek., erw. 1223–1241) ⚭ Ludwig III. Graf von Homberg (Frohburg-Zofingen)
              5. Heilwig († nach 1262) ⚭ Hermann III. Graf von Homberg (?, Frohburg-Waldenburg)

          2. Otto III. als Bischof von Konstanz Otto II. (1166–1174)
          3. Richenza († 1180); ⚭ Ludwig I. Graf von Pfirt († 1180), aus dem Haus Scarponnois-Pfirt
          4. Gertrud † 15. Januar 1132/4; ⚭ Dietrich III. Graf von Mömpelgard († vor 1160, Graf 1145/55), aus dem Haus Scarponnois-Mömpelgard

        3. Adelheid ⚭ Dietrich Graf von Hüneburg († 1155/vor 1159) aus dem Haus Blieskastel

  3. Rudolf I., auch Rudolf von Altenburg (* 985/990; † um 1063) ⚭ Kunigunde, ? Tochter des Kuno I. Herzog von Bayern, Geschlecht der Ezzonen
  4. Landolt II., Vogt von Reichenau ⚭ Bertha von Büren († um 1000)

### Laufenburger Linie (Rudolfinische Linie)
1. Rudolf der Schweigsame, III. Graf von Habsburg, dann I. Graf von Habsburg-Laufenburg (1227–1249) ⚭ Gertrud (belegt 1243–1253), Tochter des Lütold VI. Freiherren von Regensberg 
  1. Wernher († wohl Juli 1253)[3]
  2. Gottfried I. (gen. 1239, † 1271), Graf von Habsburg-Laufenburg ⚭ Adelheid, Tochter des Egino (Egon) V. Graf von Urach-Freiburg (?⚭ II Elisabeth von Ochsenstein)[4]
    1. Rudolf III. (1270–1314), Graf von Habsburg-Laufenburg
⚭ (I) 1296 Elisabeth († 1309), aus dem Haus der Grafen Rapperswil  (Witwe des Ludwig I. Grafen von Homberg)
⚭ (II) Maria von Oettingen († 1369) 
      1. Johann I. (1310–1337), Graf von Habsburg-Laufenburg, Landgraf des Klettgau, ⚭ Agnes von Werd († nach 1354), Tochter des Sigismund von Werd, Landgraf im Unter-Elsaß[5]
        1. Johann II., Il Conte Menno (1337 (unmündig) – †  1380), Graf von Neu-Rapperswil (Wellenberg) ⚭ Verena von Neufchatel-Blamont
          1. Johann III. (†  1392), Graf von Rotenberg im Sundgau bis 1389, dann im Klettgau zu Krenkingen

        2. Rudolf IV. (* um 1322 – 1383), Graf von Habsburg-Laufenburg, Landgraf im Sisgau und Klettgau, Landvogt in Schwaben und Oberelsaß ⚭  1354 Elisabeth Gonzaga von Mantua (1354–1384) 
          1. Johann IV. (um 1355–1408),[6] Graf von Habsburg-Laufenburg, Landgraf im Klettgau, Landvogt der Herrschaft Österreich im Thurgau, Aargau und Schwarzwald ⚭ Agnes von Landenberg-Greifensee
            1. Ursula von Habsburg-Laufenburg ⚭ Rudolf III. Landgraf im Klettgau († zw. 1434/54, Landgraf ab 1408), aus dem Haus der Grafen von Sulz, Linie Klettgau
              1. Johann
              2. Rudolph
              3. Alwig (X. von Sulz)

            2. Agnes († wohl bald nach 1409)

•unehelich:
            1. Mauriz (1409, 1415)

ausgestorbene Linie
          2. N.N. († 1451) ⚭ (um 1400) Maximilian (Smasmann) von Rappoltstein 

        3. Gottfried II. (1337 (unmündig)–1375), Landgraf im Klettgau bis 1365, Graf von Alt-Rapperswil ⚭ (I) Agnes von Teck ; (II) N.N.[4] von Ochsenstein
        4. Adelheid († vor 1370) ⚭ Heinrich IV. Graf von Montfort-Tettnang 
        5. Agnes, Chorfrau im Damenstift Säckingen (belegt 1354)
        6. Katharina, Nonne im Kloster Königsfelden
        7. Verena (†  nach 1356) ⚭ (I) Philippino Gonzaga von Mantua (1328–1356) ; (II) Burkhard VIII. Graf von Hohenberg zu Nagold (1346/57–1362/81 ?)
        8. Elisabeth ⚭ (um 1362) Johannes II. (um 1346–1424) Truchsess von Waldburg 
        9. N.N., Stiftsdame in Hohenburg

• unehelich mit Elisabeth von Strättlingen
      1. Petrus von Dietikon

    2. Gottfried († 1271)

  3. Rudolf II. († 1293), Bischof von Konstanz
  4. Otto (belegt 1252–1254), Deutschordensritter
  5. Eberhard I. (?nach 1253–1284), Graf von Kyburg ⚭ 1273 Anna von Kyburg  → Begründer des Hauses Habsburg-Kyburg (Neu-Kyburg) 

• unehelich, Zuordnung unsicher:
  1. Rudolf von Dietikon, Chorherr zu Zürich

#### Habsburg-Kyburg (Neu-Kyburg)
1. Eberhard I., Graf von Kyburg (?nach 1253[7]–1284) ⚭ 1273 Anna von Kyburg
  1. Hartmann I., Graf von Kyburg (ca. 1275–1301) ⚭ Elisabeth von Freiburg (vor 1299-nach 1306)
    1. Hartmann II., Graf von Kyburg (1299, ermordet am 31. Oktober 1322 in Thun) ⚭ 1319 Margaretha von Neuenburg, Herrin von Boudry
    2. Eberhard II., Graf von Kyburg (1299–17. April 1357) ⚭[8] Anastasia von Signau (vor 1325-nach 1382) 
      1. Eberhard III., Chorherr in Basel (1328–14. Juli 1395 in Basel)
      2. Egon I., Chorherr in Strassburg und Konstanz (vor 1347–nach 1365)
      3. Hartmann III., Graf von Kyburg (vor 1347–29. März 1377) ⚭ Anna von Neuenburg-Nidau (vor 1347-nach 1378) 
        1. Rudolf II., Graf von Kyburg (ca. 1362–1383 oder 1384)
          1. Egon II., Graf von Kyburg (vor 1395–1414 in Bern) ⚭ Johanna von Rappoltstein, Herrin von Magnières 
          2. Berchtold I., Graf von Kyburg (vor 1371–nach 3. August 1417)
ausgestorbene Linie (Kyburg titular an Habsburg)Kyburg † 1417

      4. Margaretha, Gräfin von Kyburg ⚭ Emich VI. Graf von Leiningen-Hardenburg († 1381)

    3. Katharina (vor 1313-nach 1342) ⚭ Albrecht I. Graf von Werdenberg zu Heiligenberg († 1364) 

  2. Margareta (ca. † 1333) ⚭ 1290[9] Dietrich VI. Graf von Kleve (1256 oder 1257–4. Oktober 1305)

## Herzöge und Erzherzöge von Österreich: Von Rudolf I. bis Maximilian I.
1. Rudolf IV. Graf von Habsburg, I. als deutscher König (1218–1291)  ⚭ (I) um 1253 Gertrud genannt Anna (um 1225–1281), Tochter von Burkhard III., Graf von Hohenberg, aus dem Haus der Grafen von Hohenberg; ⚭ (II)  1284 Isabella, genannt Agnes, Tochter Hugo IV. Herzog von Burgund, aus dem Haus der Kapetinger
  1. Mathilde (1253–1304) ⚭ Kurfürst Ludwig II. von der Pfalz, gen. der Strenge (1229–1294)
  2. Albrecht V. (1255–1308), I. als deutscher König, Herzog von Österreich und der Steiermark ⚭ Elisabeth (um 1262–1313), Tochter von Meinhard II., Graf von Görz und Tirol, Herzog von Kärnten, aus dem Geschlecht der Grafen von Görz (Meinhardiner der Wittelsbacher)
    1. Anna von Österreich (1280–1327) ⚭ (I) 1295 Hermann Markgraf von Brandenburg (um 1275–1308), aus dem Haus der Askanier; ⚭ (II) 1310 Heinrich VI. Herzog von Schlesien-Breslau aus dem Haus der Piasten zu Schlesien
    2. Agnes (1281–1364) ⚭ Andreas III. König von Ungarn (um 1265–1301) aus dem Geschlecht der Arpaden
    3. Rudolf VI. Kaše (1282–1307), III. als Herzog von Österreich, dann I. als König von Böhmen
⚭ (I) 1300 Blanche (1282–1305), Tochter Philipp III. König von Frankreich, aus dem Haus der Kapetinger
⚭ (II) 16. Oktober 1306 Elisabeth Richza (1286/8–1335), Tochter Przemysław II. Herzog von Großpolen, aus dem Haus der Piasten zu Polen
    4. Elisabeth (1285–1352) ⚭ 1306 Friedrich IV. Herzog von Lothringen, aus dem Haus Châtenois
    5. Friedrich (I.) der Schöne (1289–1330), III. als Herzog von Österreich und I. der Steiermark, III. als Römischer (Gegen-)König
⚭ Isabel (Elisabeth) (1300/2–1330), Tochter von Jaume (Jakob) II. dem gerechten, König von Aragon und Sizilien, aus dem Haus Jiménez-Aragón
      1. Friedrich (1316–1322)
      2. Elisabeth (1317–1336)
      3. Anna (1318–1343) ⚭ (I) Heinrich der Natternberger, III. Herzog von Niederbayern, XV. von Bayern (1312–1333), Haus Wittelsbach, ⚭ (II) 1336 Johann Heinrich IV. Graf von Görz (1322/23–1338), Albertinische Linie der Grafen von Görz (Meinhardiner der Wittelsbacher)

    6. Leopold I. der Glorwürdige oder Das Schwert Habsburg (1290–1326), Herzog von Österreich und der Steiermark ⚭ Katharina († 1336), Tochter von Amadeus V. Graf von Savoyen, Haus Savoyen
      1. Katharina (1320–1349) ⚭ (I) Enguerrand VI. (1313–1346) Sire de Coucy, Haus Gent ; ⚭ (II) Konrad II. Burggraf von Magdeburg, Haus der Hardegger zu Magdeburg
      2. Agnes (1315–1392) ⚭ Bolko II. Herzog von Schweidnitz (1308–1368), Haus der Piasten zu Schlesien

    7. Katharina (1295–1323) ⚭ Karl, Herzog von Kalabrien (1298–1328)
    8. Albrecht VI. der Weise/Lahme (1298–1358), II. als Herzog von Österreich
⚭ Johanna (1300–1351), Tochter von Ulrich II. Graf von Pfirt (Haus Scarponnois)
      1. Rudolf VII. der Stifter (1339–1365), IV. als Erzherzog von Österreich ⚭ Katharina (1342–1395), Tochter Karl IV. Römisch-deutscher Kaiser, aus dem Haus Limburg-Luxemburg
      2. Katharina von Habsburg (1342–1381), Äbtissin des Klosters St. Clara in Wien
      3. Margarete (1346–1366) ⚭ Graf Meinhard, Herzog von Oberbayern und III. als Graf von Tirol, Meinradinische Linie der Grafen von Görz (Meinhardiner der Wittelsbacher) (erloschen)[11]
      4. Friedrich III. (1347–1362) o.A.
      5. Albrecht VII. (1349–1395), Begründer der → Albertinischen Linie (ausgestorben 1457)
      6. Leopold III. (1351–1386), Begründer der → Leopoldinischen Linie

    9. Heinrich der Sanftmütige/Freundliche (1299–1327) Herzog von Österreich
⚭ Elisabeth (um 1303–1343), Tochter des Ruprecht II. Graf von Virnenburg
    10. Meinhard (1300–1301)
    11. Guta (Juditha/Jutta, 1302–1329) ⚭ 1319 Ludwig VII. Graf von Oettingen († 1346)
    12. Otto der Fröhliche/Kühne (1301–1339), Herzog von Österreich, Steiermark und Kärnten
⚭ (I) 1325 Elisabeth (1306–1330), Tochter des Stephan I. Herzog von Bayern, Haus Wittelsbach
      1. (I) Friedrich II. (1327–1344), vielleicht kurz Regent in Oberösterreich/Tirol
      2. (I) Leopold II. (1328–1344) o.A.

⚭ (II) 1335 Anna (1323–1338), Tochter von Johann, König von Böhmen , Haus Luxemburg

  3. Katharina (um 1256–1282) ⚭ Otto (1261–1312), als Béla V. König von Ungarn, dann als Otto III. Herzog von Niederbayern, Haus Wittelsbach
  4. Gertrud (1257–1322) ⚭ Albrecht II. Herzog von Sachsen-Wittenberg (um 1250–1298), Geschlecht der Askanier
  5. Heilwig (1259–1303) ⚭ Otto IV. der Kleine, Markgraf von Brandenburg-Salzwedel (um 1238–1309), Geschlecht der Askanier
  6. Klementia von Habsburg (1262–1293) ⚭ Karl (Charles) Martel, Titularkönig von Ungarn (1271–1295), aus dem Haus Anjou (Nebenlinie der Kapetinger)
  7. Hartmann (1263–1281), o.A.
  8. Rudolf V. (1270–1290), II. als Herzog von Österreich und Steiermark, dann Herzog von Schwaben, Elsass und dem Aargau
⚭ 1289 Agnes (1269–1296), Tochter von Ottokar II. Přemysl, König von Böhmen, Haus der Přemysliden
    1. Johann genannt Parricida (1290–1313), Herzog von Österreich und Steiermark

  9. Guta (Juditha/Jutta 1271–1297) ⚭ 1285 Wenzel (Václav/Wacław) II. als König von Böhmen, I. als König von Polen (1271–1305), Haus der Přemysliden
  10. Karl (*/† 1276)

### Albertinische Linie
1. Albrecht VII. mit dem Zopf, III. als Herzog von Österreich (1349–1395)
⚭ (I) 1366 Elisabeth, Tochter Karl IV. römisch-deutscher Kaiser aus dem Haus Luxemburg
⚭ (II) 1375 Beatrix (1362–1414), Tochter von Friedrich V. Burggraf von Nürnberg, Haus Zollern
  1. (II) Albrecht VIII. das Weltwunder/der Geduldige, IV. als Erzherzog von Österreich (1377–1404)
⚭ Johanna Sophie (1373–1410), Tochter Albrechts I. Herzog von Niederbayern-Straubing, Haus Wittelsbach zu Straubing-Holland
    1. Margarethe (1395–1447) ⚭ 1412 Heinrich der Reiche, XVI. Herzog von Bayern, Haus Wittelsbach zu Niederbayern-Landshut
    2. Albrecht IX., II. als römisch-deutscher König, V. als Herzog von Österreich (1397–1439)
⚭ Elisabeth (1409–1442), Tochter von Sigismund, römisch-deutscher Kaiser aus dem Haus Luxemburg
      1. Anna (1432–1462) ⚭ 1446 Wilhelm III., Herzog von Sachsen, Haus Wettin
      2. Georg (1435)
      3. Elisabeth (1437–1505) ⚭ 1454 Kasimir (Kazimierz), IV. als Herzog und II. als König von Polen, Haus der Jagiellonen
      4. Ladislaus Postumus (1440–1457)
ausgestorbene Linie

### Leopoldinische Linie
1. Leopold III. der Gerechte (1351–1386), Herzog von Österreich, dann von Innerösterreich ⚭ Viridis Visconti (um 1350–vor 1414), Tochter von Bernabò, Herr von Mailand
  1. Wilhelm der Ehrgeizige/Freundliche/Artige (um 1370–1406), Herzog von Österreich, dann Innerösterreich, dann Regent von Österreich ⚭ 1401 Johanna II., Königin von Neapel (1373–1435), Tochter von Karl II. König von Neapel, II. von Ungarn, aus dem Haus Anjou
  2. Leopold IV. der Dicke (1371–1411), Herzog von Österreich, dann Herzog in Oberösterreich, II. als Graf von Tirol, dann Regent von Österreich ⚭ Katharina (1378–1425), Tochter von Philipp dem Kühnen, II. Herzog von Burgund
  3. Ernst der Eiserne (1377–1424), Herzog von Innerösterreich ⚭ (I) Margarethe (1366–1407), Tochter von Bogislaw V. Herzog von Pommern aus dem Haus der Greifen; ⚭ (II) Cymburgis (1394–1429), Tochter von Ziemowit IV. Herzog von Masowien, Masowische Linie der Piasten
    1. Friedrich V. (1415–1493), III. als römisch-deutscher Kaiser ⚭ Leonor Helena (1436–1467), Tochter von Duarte (Eduart) I. König von Portugal aus dem Haus Avis
      1. Christopherus (1455–1456)
      2. Maximilian (I.) (1459–1519), römisch-deutscher Kaiser → Linie Österreich-Burgund
      3. Helena (1460–1461)
      4. Kunigunde (1465–1520) ⚭ Albrecht der Weise IV. Herzog in Bayern (1447–1508), Haus Wittelsbach zu Bayern-München
      5. Johann (1466–1467)

    2. Margaretha (1416–1486) ⚭ Friedrich II. Kurfürst von Sachsen (1412–1464), aus dem Haus Wettin
    3. Albrecht VI. der Freigebige/Verschwender (1418–1463)
    4. Katharina (1420–1493) ⚭ Karl I. Markgraf von Baden (1427–1475), Haus Baden
    5. Ernst (II., 1420–1432)
    6. Alexandra (1421)
    7. Anna (1422)
    8. Rudolf (1424)
    9. Leopold (1424)

  4. Friedrich mit der leeren Tasche (1382–1439), Begründer der → (älteren) Tiroler Linie († 1496)

#### Ältere Tiroler Linie
1. Friedrich mit der leeren Tasche (1382–1439), Herzog in Oberösterreich, IV. als Graf von Tirol
⚭ (I) Elisabeth (1381–1408), Tochter von Ruprecht von der Pfalz, römisch-deutscher König, Haus Wittelsbach
  1. Elisabeth (*/† 1408)

⚭ (II) Anna (1390–1432), Tochter von Friedrich I., Herzog zu Braunschweig und Lüneburg, Fürst von Braunschweig-Wolfenbüttel, Haus der Welfen
  1. Margarethe (1424–1427)
  2. Hedwig (1424–1427)
  3. Wolfgang (*/† 1426)
  4. Siegmund (1427–1496), Erzherzog in Oberösterreich, Graf von Tirol
ausgestorbene Linie
⚭ (I) 1449 Eleanor (1431–1480), Tochter von James (Jakob) I. König von Schottland, Haus Stuart
keine Nachkommen
⚭ (II) 1484 Katharina (1468–1524), Tochter von Albrecht dem Beherzten, Herzog von Sachsen aus dem Haus Wettin
keine Nachkommen

## Österreich-Burgund: Von Maximilian I. bis Maria Theresia

Vorne der Bindenschild, das ist Österreich, hinten von Gold und Blau dreifach schrägrechts geteilt in rotem Bord, das ist Burgund

1. Maximilian I., der letzte Ritter (1459–1519) ⚭ (I) Maria (1457–1482) aus dem Haus Burgund; (II) Anna, Herzogin der Bretagne, Tochter Franz II. und Margarete von Foix, Prinzessin von Navarra; (III) Bianca Maria Sforza (1472–1510), Tochter des Herzogs Galeazzo Maria Sforza von Mailand
  1. (I) Philipp I. der Schöne[12] (1478–1506) ⚭ Johanna die Wahnsinnige (Juana, 1479–1555) aus dem Haus Trastámara, Tochter von König Ferdinand II. dem Katholischen, König von Aragonien
    1. Eleonore (1498–1558) (I) ⚭ König Manuel I. (1469–1521), König von Portugal aus dem Haus Avis; (II) ⚭ 1530 Franz I. (1494–1547) König von Frankreich aus dem Haus Valois
    2. Karl (I.) (1500–1558), Begründer der → Spanischen Linie[12] (ausgestorben 1700)
    3. Isabella (1501–1526) ⚭ König Christian II. (1481–1559), König von Dänemark, Norwegen und Schweden, aus dem Haus Oldenburg
    4. Ferdinand I. (1503–1564), Begründer der → Österreichischen Linie
    5. Maria (1505–1558) ⚭ Ludwig II. (1506–1526), König von Böhmen und Ungarn, aus dem Haus der Jagiellonen
    6. Katharina (1507–1578) ⚭ Johann III. (1502–1557), König von Portugal aus dem Haus Avis

  2. (I) Margarete (1480–1530) ⚭ (I) Johann (Juan) (1478–1497), Kronprinz von Aragón und Kastilien, aus dem Haus Trastámara, Sohn von König Ferdinand II. dem Katholischen; (II) Philibert II. von Savoyen (1480–1504)
  3. (I) Franz (*/† 1481)
  4. (illegitim) Georg von Österreich (1504–1557), Bischof von Lüttich

### Casa de Austria (Spanische Linie)
1. Karl (I.), als Kaiser Karl V., als König in Spanien und Sardinien Carlos I.[12] (1500–1558) ⚭ Isabel (1503–1539) aus dem Haus Avis († 1580), Tochter von Manuel I., König von Portugal
  1. Philipp (Felipe) II. (1527–1598), König von Spanien, beider Sizilien, Sardinien, Portugal ⚭ (I) Maria Manuela (1527–1545) aus dem Haus Avis, Tochter João (Johann) III. König von Portugal; ⚭ (II) Mary Tudor (1516–1558), Tochter von Henry VIII. König von England; ⚭ (III) Elisabeth (1545–1568) aus dem Haus Valois-Angoulême, Tochter Heinrich II. König von Frankreich; ⚭ (IV) Anna (1549–1580) aus der österreichischen Linie, Tochter Kaiser Maximilian II.
    1. (I) Carlos II., gen. Don Carlos (1545–1568), Fürst in Asturien
    2. (III) Isabella Clara Eugenia (1566–1633) ⚭ Albrecht VII. (1559–1621), Regent der Spanischen Niederlande, aus der österreichischen Linie
    3. (III) Catalina Micaela (Katharina Michaela, 1567–1597) ⚭ Carlo Emanuele I. (1562–1630), Herzog von Savoyen, aus dem Haus Savoyen
    4. (IV) Ferdinando (1571–1578)
    5. (IV) Carlos Laurentius (1573–1575)
    6. (IV) Diego Félix (1575–1582)
    7. (IV) Felipe (Philipp) III. (1578–1621), König von Spanien, Portugal, beider Sizilien, Sardinien ⚭ Margarete (1584–1611) aus der österreichischen Linie, Tochter von Cousin Karl II. Franz, Erzherzog in Innerösterreich
      1. Anna (1601–1666) ⚭ Ludwig XIII., König von Frankreich (1601–1643) aus dem Haus Bourbon
      2. Maria (1603)
      3. Felipe (Philipp) IV. (1605–1665), König von Spanien, Portugal, beider Sizilien, Sardinien ⚭ (I) Élisabeth de Bourbon (1602–1644), Tochter von Heinrich IV., König in Frankreich; ⚭ (II) Maria Anna (1634–1696) aus der innerösterreichischen Linie, Tochter Kaiser Ferdinand III.
        1. (I) María Margarita (1621)
        2. (I) Margarita María Catalina (1623)
        3. (I) María Eugenia (1625–1627)
        4. (I) Isabel María Teresa (1627)
        5. (I) Baltasar Carlos (1629–1646), Fürst von Asturien
        6. (I) Francisco Fernando (1634)
        7. (I) María Ana Antonia (1636)
        8. (I) María Teresa (1638–1683) ⚭ Ludwig XIV., König von Frankreich (1638–1715) aus dem Haus Bourbon
        9. (II) Margarita Teresa (1651–1673) ⚭ Kaiser Leopold I. (1640–1705) aus der österreichischen Linie
        10. (II) María (1655)
        11. (II) Felipe Prosper (1657)
        12. (II) Tomás Carlos (1658)
        13. (II) Carlos IV. der Verhexte, als Karl II. (1661–1700), König von Spanien, beider Sizilien, Sardinien
ausgestorbene Linie

      4. Maria Anna (1606–1646) ⚭ Kaiser Ferdinand III. (1608–1657) aus der österreichischen Linie
      5. Carlos III. (1607–1632) o.A.
      6. Ferdinando (1609–1641), Kardinalinfant
      7. Margareta (1610)
      8. Alfonso (1611)

    8. (IV) María (1580–1583)

  2. Maria (1528–1603) ⚭ Kaiser Maximilian II. (1527–1576) aus der österreichischen Linie
  3. Ferdinand (1530)
  4. Johanna (Juana, 1537–1573) ⚭ Juan Manuel Prinz von Portugal (1537–1554) aus dem Haus Avis
  5. Johann (Juan, 1539)

außerehelich (anerkannt)[13]
• mit Johanna van der Gheenst
  - Margarete (1522–1586), Statthalter der habsburgischen Niederlande ⚭ (I) Alessandro, Herzog von Florenz (1510–1537), aus der Familie de’ Medici; ⚭ (II) Ottavio (1524–1586), Herzog von Parma und Piacenza, aus dem Haus Farnese

• mit Barbara Blomberg (1527–1597)
  - Juan, gen. Juan de Austria (1547–1578)

### Haus Habsburg-Österreich (Österreichische Linie)
1. Ferdinand I. (1503–1564) ⚭ Anna (1503–1547) aus dem Haus der Jagiellonen, Tochter von Vladislav II. König von Böhmen und Ungarn
  1. Elisabeth (1526–1545) ⚭ Sigismund II. August König von Polen (1520–1572) aus dem Haus der Jagiellonen (mit ihm ausgestorben)
  2. Maximilian II. (1527–1576) ⚭ Maria (1528–1603) aus der spanischen Linie, Tochter seines Onkels Karl, Kaiser
    1. Anna (1549–1580) ⚭ Philipp II. (1527–1598), König in Spanien und Portugal, aus der spanischen Linie, Sohn ihres Onkels
    2. Ferdinand (1551–1552)
    3. Rudolf II. (1552–1612), •• (verlobt) Infantin Isabella Clara Eugenia von Spanien, Tochter Philipps II.
    4. Ernst III. (1553–1595)
    5. Elisabeth (1554–1592) ⚭ Karl IX. König von Frankreich (1550–1574) aus dem Haus Valois-Angoulême
    6. Maria (1555–1556)
    7. Matthias (1557–1619) ⚭ Anna aus der Tiroler Linie (1585–1618), Tochter seines Onkels Ferdinand, Statthalter in Tirol, und dessen Gattin Prinzessin Anna Katharina Gonzaga von Mantua
    8. N.N. (totgeborener Sohn 1557)
    9. Maximilian III. der Deutschmeister (1558–1618), Hochmeister des Deutschen Ordens
    10. Albrecht VII. (1559–1621) ⚭ Isabella Clara Eugenia (1566–1633) aus der spanischen Linie, Tochter von Philipp II., König in Spanien,  und dessen Gattin Prinzessin Elisabeth von Valois
    11. Wenzel (1561–1578), Großprior des Johanniterordens in Kastilien
    12. Friedrich (1562–1563)
    13. Maria (*/† 1564)
    14. Karl (1565–1566)
    15. Margarethe (1567–1633), Nonne im Descalzas Reales in Madrid
    16. Eleonore (1568–1580)
(Primogeniturlinie erloschen)

  3. Anna von Österreich (1528–1590) ⚭ Albrecht V. dem Weisen (1528–1579), Herzog von Bayern, aus dem Haus Wittelsbach-Bayern
  4. Ferdinand II. (Tirol) (1529–1595), Statthalter von Oberösterreich (Tirol und die Vorlande) ⚭ (I) 1557 Philippine Welser (1527–1580), Bürgerliche aus Augsburg; ⚭ (II) 1582 Anna Caterina Gonzaga (1566–1621), Tochter von Guglielmo Gonzaga (1538–1587), Herzog von Mantua und Montferrat
    1. (I) Andreas von Österreich (1558–1600), Kardinal und Statthalter der Niederlande
    2. (I) Karl von Burgau (1560–1618), Graf von Burgau ⚭ Sibylle von Jülich-Kleve-Berg (1557–1627), Tochter von Herzog Wilhelm (Jülich-Kleve-Berg) (1516–1592)
    3. (I) Philipp (1562–1563)
    4. (I) Maria (1562–1563)
    5. (II) Maria (1583–1584)
    6. (II) Maria von Österreich (1584–1649), Nonne
    7. (II) Anna von Tirol (1585–1618) ⚭ Kaiser Matthias (1557–1619), Regent in Tirol, Sohn ihres Onkels Maximilian

  5. Maria von Österreich (1531–1581) ⚭ Herzog Wilhelm (Jülich-Kleve-Berg) (1516–1592), gen. der Reiche
  6. Magdalena von Österreich (1532–1590), Nonne in Hall in Tirol
  7. Katharina von Österreich (1533–1572) ⚭ Francesco III. Gonzaga Herzog von Mantua (1533–1550), aus der Familie Gonzaga
  8. Eleonore (1534–1594) ⚭ Guglielmo (1538–1587), Herzog von Mantua, aus der Familie Gonzaga
  9. Margarethe (1536–1567), Nonne in Hall in Tirol
  10. Johann (1538–1539)
  11. Barbara (1539–1572) ⚭ Alfonso II. Herzog von Ferrara (1533–1597), aus dem Haus d’Este
  12. Karl II. Franz (1540–1590) → Innerösterreichische Linie
  13. Ursula (1541–1543)
  14. Helena (1543–1574), Nonne in Hall in Tirol
  15. Johanna (1547–1578) ⚭ Francesco I., Großherzog der Toskana (1541–1587) aus der Familie de’ Medici

#### Innerösterreichische Linie
1. Karl II. Franz (1540–1590) ⚭ Maria Anna aus dem Haus Wittelsbach (1551–1608), Tochter von Albrecht V., Herzog in Bayern
  1. Ferdinand (* 15. Juli 1572; † 1. August 1572)
  2. Anna (1573–1598) ⚭ Sigismund III. Wasa (1566–1632), König von Polen
  3. Maria Christina (1574–1621) ⚭ Zsigmond, Fürst von Siebenbürgen (1572–1613) aus dem Haus Báthory
  4. Katharina Renata (1576–1595)
  5. Elisabeth (1577–1586)
  6. Ferdinand III., als Kaiser Ferdinand II. (1578–1637) ⚭ Maria Anna von Wittelsbach (1574–1616), Tochter von Wilhelm V., Herzog in Bayern
    1. Christine (1601)
    2. Karl (1603)
    3. Johann Karl (1605–1619)
    4. Ferdinand IV., als Kaiser Ferdinand III. (1608–1657) ⚭ (I) Maria Anna (1606–1646) aus der Spanischen Linie; ⚭ (II) Maria Leopoldine (1632–1649) aus der Tiroler Linie; ⚭ (III) Eleonora Magdalena aus dem Haus Gonzaga-Nevers (1630–1686), Tochter Carlo II., Herzog von Mantua
      1. (I) Ferdinand V., als Kaiser Ferdinand IV. (1633–1654)
      2. (I) Maria Anna (1634–1696) aus der Spanischen Linie ⚭ Philipp IV. (1605–1665), König in Spanien
      3. (I) Philipp August (1637–1639)
      4. (I) Maximilian Thomas (1638–1639)
      5. (I) Leopold VI., als Kaiser I. (1640–1705); ⚭ (I) Margarita Teresa (1651–1673) aus der Spanischen Linie; ⚭ (II) Claudia Felizitas (1653–1676) aus der Tiroler Linie; ⚭ (III) Eleonore Magdalene (1655–1720), Haus Wittelsbach
        1. (I) Ferdinand Wenzel (1667–1668)
        2. (I) Maria Antonia (1669–1692) ⚭ Maximilian II. Emanuel (1662–1726), Kurfürst in Bayern
        3. (I) Johann Leopold (1670)
        4. (I) Maria Anna Antonie (1672)
        5. (II) Anna Maria Sophie (1674)
        6. (II) Maria Josefa Klementine (1675–1676)
        7. (III) Joseph I. (1678–1711) ⚭ Amalia Wilhelmine (1673–1742) aus dem Haus der Welfen, Tochter von Johann Friedrich, Herzog von Braunschweig-Calenberg
          1. Maria Josepha (1699–1757) ⚭ August III. (1696–1763), König in Polen, Haus Wettin, Albertinische Linie
          2. Leopold Josef (1700–1701)
          3. Maria Amalia (1701–1756) ⚭ Karl Albrecht, als Kaiser Karl VII. (1697–1745), Kurfürst von Bayern, aus dem Haus Wittelsbach

        8. (III) Christina (1679)
        9. (III) Maria Elisabeth (1680–1741), Statthalterin der Österreichischen Niederlande
        10. (III) Leopold Joseph (1682–1684)
        11. (III) Maria Anna (1683–1754) ⚭ João dem Großherzigen (1689–1750), König von Portugal, aus dem Haus Braganza
        12. (III) Maria Theresia (1684–1696)
        13. (III) Karl III., Kaiser Karl VI. (1685–1740) ⚭ Elisabeth Christine (1691–1750), Haus der Welfen, Tochter von Ludwig Rudolf, Herzog von Braunschweig-Wolfenbüttel
          1. Leopold Johann (1716)
          2. Maria Theresia (1717–1780) ⚭ Franz Stephan, als Kaiser I. (1708–1765) aus dem Haus Lothringen, Begründer des → Hauses Habsburg-Lothringen
          3. Maria Anna (1718–1744) ⚭ Karl Alexander von Lothringen (1712–1780), Gouverneur und Generalkapitän der Niederlande
          4. Maria Amalie (1724–1730)

        14. (III) Maria Josepha (1687–1703)
        15. (III) Maria Magdalena (1689–1743)
        16. (III) Maria Margaretha (1690–1691)

      6. (I) Maria (1646)
      7. (II) Karl Joseph (1649–1664), Hochmeister des Deutschen Ordens
      8. (III) Therese Maria Josefa (1652–1653)
      9. (III) Eleonore (1653–1697) ⚭ Karl V. von Lothringen (1643–1690), genannt der Herzog ohne Herzogtum
      10. (III) Maria Anna Josepha (1654–1689) ⚭ Johann Wilhelm (1658–1716), Pfalzgraf von Neuburg
      11. (III) Ferdinand Josef Alois (1657–1658)

    5. Maria Anna (1610–1665) ⚭ Maximilian I. (1573–1651), Herzog und Kurfürst in Bayern und der Pfalz aus dem Haus Wittelsbach
    6. Cäcilia Renata (1611–1644) ⚭ Władysław IV. Wasa (1595–1648), König von Polen
    7. Leopold Wilhelm (1614–1662)

  7. Karl (1579–1580)
  8. Gregoria Maximiliane (1581–1597)
  9. Eleonore (1582–1620), Stiftsdame zu Hall/Tirol
  10. Maximilian Ernst (1583–1616)
  11. Margarete (1584–1611) ⚭ Philipp III. (1578–1621), König in Spanien, aus der spanischen Linie
  12. Leopold V. (1586–1632), Begründer der → (jüngeren) Tiroler Linie (ausgestorben 1665)
  13. Maria Magdalena (1587–1631) ⚭ Cosimo II. de’ Medici (1590–1621), Großherzog von Toskana
  14. Constanze (1588–1631) ⚭ Sigismund III. Wasa (1566–1632), König von Polen
  15. Karl gen. der Postume (1590–1624), Fürstbischof von Breslau, Hochmeister des Deutschen Ordens

##### Jüngere Tiroler Linie
1. Leopold V. (1586–1632) ⚭ 1626 Claudia (1604–1648), Familie de’ Medici, Tochter des Ferdinando I., Herzog der Toskana
  1. Maria Eleonora (1627–1629)
  2. Ferdinand Karl (1628–1662) ⚭ Anna (1628–1662), Familie de’ Medici, Tochter des Cosimo II., Großherzog der Toskana
    1. Claudia Felizitas (1653–1676) ⚭ Kaiser Leopold I. (1640–1705) aus der Innerösterreichischen Line

  3. Isabella Clara (1629–1685) ⚭ Carlo III. Gonzaga, als Herzog von Mantua Carlo II. (1629–1665)
  4. Sigismund Franz (1630–1665)
ausgestorbene Linie
  5. Maria Leopoldine (1632–1649) ⚭ Kaiser Ferdinand III. (1608–1657) aus der Innerösterreichischen Linie